# Medalla Mozart (premio austríaco)
La Medalla Mozart (Mozart Medaille o Mozartinterpretationspreis) fue un premio musical austriaco.
Creado en honor de la figura de Wolfgang Amadeus Mozart y administrado por el Sociedad Mozart de Viena (Mozartgemeinde Wien). Este premio fue concedido desde el año 1963 hasta 1999.

## Galardonados
Entre sus premiados se encuentran:
- 1973, Claudio Abbado,
- 1978, Küchl-Quartett (fundado por Rainer Küchl, también conocido como Wiener Musikverein Quartett)
- 1979, Jörg Demus
- 1987, Franz Bartolomey
- 1991, Hans Peter Wertitsch